# El quadern gris

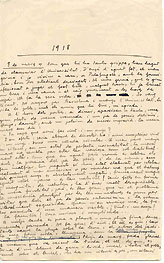
Manuscrit dEl quadern gris conservat a la Fundació Josep Pla

El quadern gris és un llibre de l'escriptor Josep Pla en forma de dietari, amb un alt caràcter autobiogràfic. És considerat l'obra mestra de l'autor, i una de les obres autobiogràfiques més importants de la literatura catalana. El quadern gris ha estat traduït a diferents idiomes, a més de disposar d'una versió en línia i una adaptació teatral.
| «               | Josep Pla va somoure els fonaments de la prosa contemporània catalana amb El quadern gris | » |
| — Joaquim Marco |                                                                                           |   |

## L'obra
Josep Pla va escriure un diari personal entre el 13 d'octubre de 1918 i el 25 de maig de 1919 en un quadern de tapes grises. Tot i que hi comenta els fets succeïts diàriament, a l'edició publicada l'any 1966 es poden trobar una sèrie d'anacronismes i falles de memòria que demostren que el dia que el tanca no es correspon amb els fets que explica; per això, es pot definir com un dietari de ficció. Al llarg de tota una vida, en un procés de creació constant, el refarà, manipularà i ampliarà, fins que sortirà publicat l'abril de 1966 com a primer volum de l'Obra completa, amb un pròleg, «Notes per a una introducció a l'estudi de Josep Pla», de Joan Fuster.
Una gran part de l'obra és inèdita, però inclou també alguns textos que ja havia publicat al llarg de la seva vida en llibres, diaris i revistes, amb versions més o menys diferents, com per exemple «Pintura de Palamós feta per un meu avantpassat».
Narcís Garolera va publicar el 2012 una revisió escrupolosa del text d'El quadern gris dins la col·lecció l'Àncora d'Edicions Destino a partir del manuscrit de l'autor cedit per l'editor Josep Vergés a la Fundació Josep Pla, i en va oferir una edició neta d'errades i fidel al text que va escriure Josep Pla.

## Argument
El quadern gris descriu el món de Palafrugell, de l'Empordà i de les seves estades a Barcelona. Josep Pla posa especial èmfasi en dos fets autobiogràfics, la ruïna del seu pare a causa d'uns negocis rurals, i alguns retrets d'un amic seu, Alexandre Plana, a les primeres proses que publica en diferents diaris i revistes.
L'obra comença, segons afirma, un dia després que la Universitat de Barcelona, on Josep Pla estudiava dret, tanqués per culpa de l'epidèmia de grip de 1918, fet que marcarà la seva joventut. Josep Pla fa coincidir l'inici de l'obra amb el dia del seu aniversari, cosa que li permet fer un balanç de la seva vida mentre tasta el pa de pessic i la crema que ha preparat la seva mare per al dinar d'aniversari.
Després d'abandonar Barcelona, Josep Pla descriu la seva «vida de poble d'un estudiant desvagat» i el seu ambient familiar i social i, sobretot, el paisatge empordanès. Després, descriu alguns veïns de la vila i la tertúlia diària del cafè amb els seus amics, en la qual Pla es mostra passiu, hi intervé molt poc. Arribat l'estiu a Calella de Palafrugell, descriu la colònia d'estiuejants, així com els llibres llegits i les seves reflexions. També inclou alguns contes i narracions que ja havia publicat anteriorment.
El 9 de gener de 1919 torna a Barcelona, ja que la universitat reprèn les seves activitats. Com que les classes l'avorreixen, decideix fer-se soci de l'Ateneu Barcelonès i entra en contacte amb el món intel·lectual i literari de Barcelona, cosa que li permet madurar com a escriptor i com a lector. A Barcelona, la seva actitud amb les persones canvia i ja no es mostra imparcial. A més, la capital catalana es troba sota el desordre social i Josep Pla enyora la seva terra natal, lloc on tornarà a l'estiu. Finalment, accepta la feina de corresponsal de La Publicitat a París i el llibre acaba amb la frase: «El viatge a París es produirà demà passat».

## Anàlisi
El quadern gris és considerat una de les obres més expressives i fluides de Josep Pla, que hi inclou constantment descripcions, anècdotes, nous personatges, pensament, retrats i narracions.
Per al periodista Lluís Bonada, El quadern gris és «la història de formació cultural —literària, ideològica i moral— del seu protagonista i, alhora, una descripció moral de les dues comunitats humanes que l'envolten: Palafrugell i Barcelona». També afirma que Josep Pla utilitzà el dietari, seguint el model stendhalià, perquè era la manera que li permetia barrejar lliurement els gèneres: la nota biogràfica i l'autobiogràfica, les reflexions personals de caràcter moral i literari, les anotacions de la vida quotidiana, les cròniques costumistes i les narracions.
Josep Pla en El quadern gris mostra una visió negativa del noucentisme i afirma: «jo no sóc un producte del meu temps; sóc un producte contra el meu temps».

## Premis
- 1967 - Premi Crítica Serra d'Or (prosa de no-ficció).

## Traduccions

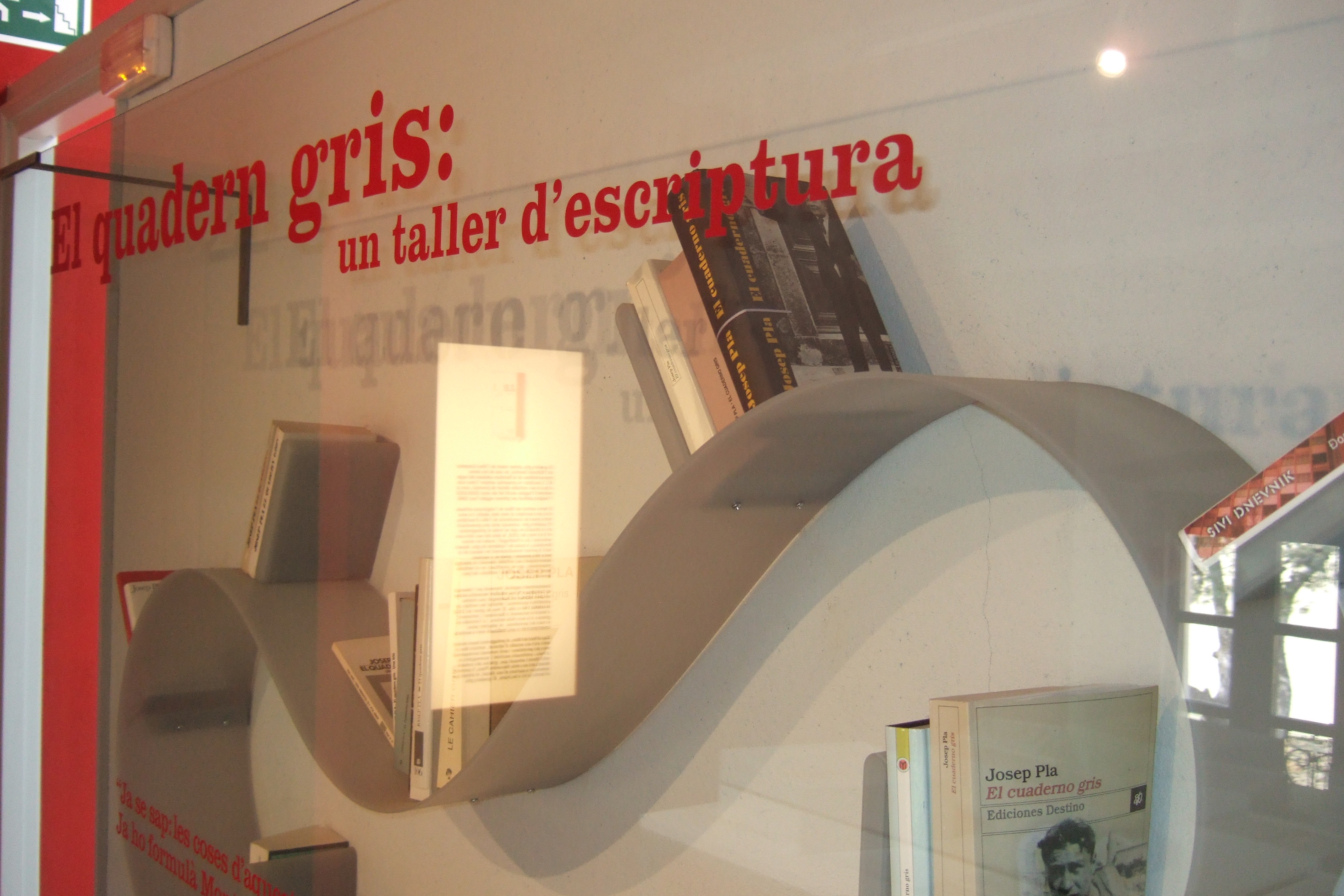
Espai sobre El quadern gris de l'exposició permanent de la Fundació Josep Pla

Ha estat traduïda a diversos idiomes, entre els quals:
A l'alemany:
- Das graue Heft (El quadern gris. Una tria). Traductor: Ebenhard Geisler. Frankfurt: Suhrkamp, 2007.

A l'anglès:
- The Gray Notebook, tr. P. Bush. Nova York: The New York Review of Books, 2013.[18][19]

Al castellà:
- El cuaderno gris. Barcelona: Ed. Destino, Ancora y Delfín, 1975.
- El cuaderno gris. Barcelona: Círculo de Lectores, 1996.
- El cuaderno gris. Madrid: El mundo, Millenium, 1999.
- El cuaderno gris. Barcelona: Ed. Destino, Destinolibro n.º 455, 2002.

Al francès:
- Le Cahier gris un journal. Nîmes: Éd. Jacqueline Chambon, Métro, 1992.
- Le cahier gris, tr. S. Mestre. Paris: Gallimard, 2013.[20]

Al neerlandès
- Het Grijze schrift (El quadern gris). Amsterdam: Uitgeverij de Arbeiderspers, Privé-Domein; 186, 1993.

Al portuguès:
- O caderno cinzento, tr.: R. Custódia i A. Tarradellas. Lisboa: Cotovia, 2011.

Al serbi:
- Sivi Dnevnik (El quadern gris). Belgrad: Alexandria Press, 2005.